# Fernando Alberto Dos Santos
Fernando Alberto dos Santos Cardinal, más conocido como Cardinal (Oporto, 26 de junio de 1985) es un jugador de fútbol sala portugués que juega de pívot en el Sporting de Lisboa y en la Selección de fútbol sala de Portugal, en la que ha coincidido con uno de los mejores jugadores del mundo, Ricardinho.

## Carrera
Cardinal comenzó su carrera profesional como jugador del Fundação Jorge Antunes en el 2004. Después pasó por el Boavista Futsal, el AR Freixieiro y el Sporting CP, antes de llegar al MFK CSKA Moscú en 2011. Después pasó una temporada en el Río Ave Futsal. En 2013 fichó por el Inter Movistar, donde jugó hasta 2016, cuando fichó por ElPozo Murcia.

## Palmarés
- Liga Nacional de Fútbol Sala (3): 2014, 2015,[5] 2016[6]
- Copa del Rey de fútbol sala (1): 2015[7]
- Supercopa de España de fútbol sala (2): 2015, 2016[8]

## Clubes
- Fundação Jorge Antunes (2004-2005)
- Boavista Futsal (2005-2007)
- AR Freixieiro (2007-2009)
- Sporting CP (2009-2011)
- MFK CSKA Moscú (2011-2012)
- Río Ave Futsal (2012-2013)
- Inter Movistar (2013-2016)
- ElPozo Murcia (2016-2017)
- Sporting de Lisboa (2017- )